# La Unión, Michoacán de Ocampo
La Unión är en ort i Mexiko.   Den ligger i kommunen Numarán och delstaten Michoacán de Ocampo, i den centrala delen av landet, 300 km väster om huvudstaden Mexico City. La Unión ligger 1 682 meter över havet och antalet invånare är 221.
Terrängen runt La Unión är en högslätt. Runt La Unión är det ganska tätbefolkat, med 104 invånare per kvadratkilometer. Närmaste större samhälle är La Piedad Cavadas, 7,3 km väster om La Unión. Trakten runt La Unión består till största delen av jordbruksmark.